# 제시카 카하와티
제시카 카하와티(아랍어: جيسيكا قهواتي, 영어: Jessica Kahawaty, 1988년 9월 12일 ~ )는 레바논계 오스트레일리아의 변호사, 미인 대회 우승자, 모델이다. 2012 미스 월드 오스트레일리아 우승자이며, 같은 해 미스 월드 대회에 오스트레일리아 대표로 참가해 최종 3위를 했다. 이전에는 2008 미스 인터내셔널에 레바논 대표로 참가해 탑12에 들기도 했다.
시드니 과학기술대학교에서 법학과 재정학을 복수전공했다.